# アトロリシンE
アトロリシンE(Atrolysin E、EC 3.4.24.44)は、酵素である。この酵素は、インスリンB鎖のAsn3-Gln、Ser9-His、Ala14-Leu結合、またインスリンA鎖のTyr14-Gln、Thr8-Ser結合を切断する反応を触媒する。また、IV型コラーゲンのα1鎖のAla73-Gln、α2鎖のGly7-Leu結合を切断する反応を触媒する。
このエンドペプチダーゼは、ニシダイヤガラガラヘビの毒に含まれる。